# 쉴리 프뤼돔
르네 프랑수아 아르망 프뤼돔(René François Armand Prudhomme, 1839년 3월 16일 ~ 1907년 9월 6일) 또는 쉴리 프뤼돔(Sully Prudhomme)은 프랑스의 시인으로, 1901년 노벨 문학상을 처음 수상한 인물이다.

## 생애
그는 상인의 아들로 태어났으며 기술자가 되기 위해 과학 기술 전문 학교에 입학했지만 눈병을 앓는 바람에 중퇴했다. 그 후 공장 직원으로 근무하였으며 1860년 법대에 입학했다.
그는 1865년 자신의 첫 시집 《구절과 시 (Stances et Poèmes)》를 발표했고 1881년에는 아카데미 프랑세즈 회원으로 선출된다. 그는 1901년 최초의 노벨 문학상 수상자로 결정되었으며 1907년 9월 6일 샤트네말라브리에서 사망했다. 그의 묘는 파리 페르 라셰즈 묘지에 안치되어 있다.

## 시집
- 《구절과 시 (Stances et Poèmes)》 (1865년)
- 《시험 (Les Épreuves)》 (1866년)
- 《고독 (Les Solitudes)》 (1869년)
- 《운명 (Les Destins)》 (1872년)
- 《프랑스 (La France)》 (1874년)
- 《헛된 상냥함 (Les Vaines tendresses)》 (1875년)
- 《꼭대기 (Le Zénith)》 (《양세계 평론》 지에 실린 시, 1876년)
- 《정의 (La Justice)》 (1878년)
- 《시 (Poésie)》 (1865년-1888년)
- 《프리즘, 다양한 시 (Le Prisme, poésies diverses)》 (1886년)
- 《행복 (Le Bonheur)》 (1888년)
- 《유고집 (Épaves)》 (1908년)